# Verrières (Vienne)
Verrières – miejscowość i gmina we Francji, w regionie Nowa Akwitania, w departamencie Vienne.
Według danych na rok 1990 gminę zamieszkiwało 687 osób, a gęstość zaludnienia wynosiła 35 osób/km² (wśród 1467 gmin regionu Poitou-Charentes Verrières plasuje się na 441. miejscu pod względem liczby ludności, natomiast pod względem powierzchni na miejscu 408.).